# Robert Fischer (Politiker)
Julius Robert Fischer (* 19. Juli 1829 in Gera; † 4. Februar 1905 ebenda) war von 1877 bis 1881 Oberbürgermeister der Stadt Gera.

## Leben
Julius Robert Fischer wurde als Sohn des Kunstmalers Heinrich Fischer in Gera geboren. Sein älterer Bruder war der Maler Theodor Fischer. Sein Sohn Paul Fischer wurde Regierungsrat und Abgeordneter. Nach dem Besuch des Geraer Gymnasiums Rutheneum studierte er in Leipzig Rechtswissenschaften und Nationalökonomie. Nach Abschluss seines Studiums trat er in den Dienst des Geraer Stadtrates und wurde 1859 Ratskämmerer. Daneben lehrte er von 1856 bis 1869 an der Amthorschen höheren Handelsschule Stenografie, Handelsrecht und Nationalökonomie. Fischer war ein führender Vertreter der Gabelsberger-Kurzschrift und erlangte hier internationale Anerkennung.
1877 wurde er zum Oberbürgermeister von Gera gewählt. Wesentlich für die Entwicklung der Stadt Gera war sein Wirken innerhalb der städtischen Verwaltung. Die Geschäftsordnung für den Stadtrat, Baupolizei- und Straßenordnung, Reorganisation der Feuerwehr und die Schaffung eines Gesundheitsamtes sind auf seine Initiative zurückzuführen. Ab 1881 war er Geheimer Regierungsrat im Fürstlichen Ministerium.
Vom 31. Oktober 1877 bis zum 1. Oktober 1880 war er Mitglied im Landtag Reuß jüngerer Linie. Vom 2. Mai 1882 bis zum 1. September 1895 war er fürstlicher Landtagskommissar.
1857 wurde er in die Freimaurerloge Archimedes zum ewigen Bunde in Gera aufgenommenen. Er war nach 1863 mehrfach deren Meister vom Stuhl und verfasste über 500 freimaurerische Schriften.
Nach ihm wurde 1920 die Robert-Fischer-Straße in Gera benannt.

## Werke (Auswahl)
- Erläuterung des Lehrlings-Katechismus, 2. Aufl., Gera: Selbstverl. 1872, 16. Aufl., Leipzig: Zechel 1885 (Erläuterung der Katechismen der Katechismen der Johannis-Freimaurerei, Band 1) (Digitalisat).
- Die Stenographie nach Geschichte Wesen und Bedeutung, unter besonderer Berücksichtigung der Gabelsberger'schen Deutschen Redezeichenkunst, Leipzig: Mayer 1860
- Handbuch der Gabelsberger'schen Stenographie, Altenburg: Pierer 1885
- Theoretisch-praktischer Lehrgang der Satzkürzung der Gabelsbergerschen Stenographie, Altenburg: Pierer 1882
- Stenographisches Wörterbuch nach Gabelsbergers System, Glauchau: Moritz 1862